# Ervin Hatibi
Ervin Hatibi (ur. 31 maja 1974 w Tiranie) – albański poeta i eseista.

## Życiorys
Jako dziecko występował w audycjach teatralnych, emitowanych przez Radio Tirana. Ukończył studia z zakresu języka i literatury albańskiej na Uniwersytecie Tirańskim. Pierwsze jego utwory ukazywały się w prasie albańskiej w roku 1988, jednak do początku następnej dekady jego twórczość była praktycznie nieznana. Niekonwencjonalny sposób pisania spowodował, że cieszył się szczególną popularnością wśród studentów Uniwersytetu Tirańskiego. Obrazy, wykonane przez Hatibiego zostały po raz pierwszy zaprezentowane publicznie w 1991 w Narodowej Galerii Sztuki w Tiranie. Wkrótce potem obrazy artysty trafiły na kilka zagranicznych ekspozycji.
W 1995 rozpoczął studia nad językiem i kulturą arabską w Jordanii. Po powrocie czynnie zaangażował się w działalność albańskich muzułmanów. Jak sam przyznaje, odkrył w sobie islam na nowo po dwóch latach pobytu w Jordanii. Jest redaktorem naczelnym pisma Drita Islame (Światło Islamu), wydawanego przez albańską wspólnotę muzułmańską.

## Poezja
- Përditë shoh qiellin (Każdego dnia widzę niebo), Tirana 1989.
- Poezi (Poezja), Tirana 1995.
- Pasqyra e lëndës (Spis treści), Tirana 2004.
- Republic of Albanania, Tirana 2005.
- Transkript nga krevati tjetër, Tirana 2020.

## Polskie tłumaczenia
- O Lechu Wałęsie ta opowieść, a także o pielęgniarce z polskiego portu; Kronika z ostatnich dni; Co robią pijacy,  tł. Rigels Halili, Czas Kultury 2011/3, s.79-83